# Tószeg, Jász-Nagykun-Szolnok
Tószeg  este un sat în districtul Szolnok, județul Jász-Nagykun-Szolnok, Ungaria, având o populație de 4.539 de locuitori (2011). 

## Demografie
Componența etnică a satului Tószeg
     Maghiari (97,12%)
     Romi (1,87%)
     Necunoscut (0,44%)
     Alții (0,57%)
Componența confesională a satului Tószeg
     Romano-catolici (40,65%)
     Fără religie (20,51%)
     Reformați (9,14%)
     Atei (1,1%)
     Necunoscută (27,87%)
     Alte religii (1,56%)
Conform recensământului din 2011, satul Tószeg avea 4.539 de locuitori. Din punct de vedere etnic, majoritatea locuitorilor (97,12%) erau maghiari, cu o minoritate de romi (1,87%). Apartenența etnică nu este cunoscută în cazul a 0,44% din locuitori. Nu există o religie majoritară, locuitorii fiind romano-catolici (40,65%), persoane fără religie (20,51%), reformați (9,14%) și atei (1,1%). Pentru 27,87% din locuitori nu este cunoscută apartenența confesională.